# 紅日毬子
紅日 毬子（あかひ まりこ）は、日本の俳優。

## 人物・来歴
それまで舞台の経験はなかったが石井飛鳥に見いだされ、2006年秋より虚飾集団廻天百眼に参加、2007年『夢屋』で初舞台を踏み、後に正劇団員となってからは現在に至るまで看板役者となる。「踊る座敷童」と称するように少年・少女を演ずることが多いが、老若男女問わず月蝕歌劇団、新宿梁山泊などアングラ演劇を中心に出演している。2012年には、幼少期より思い入れのある『銀河鉄道の夜』を題材にした『幻想第四次の記憶』を自身の企画・脚本により上演した。
廻天百眼の他、ファッションブランドpays des feesのファッションショウ、斎藤工主演の西村喜廣監督映画『虎影』、ヴィジュアル系バンド・R指定のMV『EROGURO』への出演、ほかダンスパフォーマンス、朗読、絵画モデルなど、幅広く表現の活動を行う。2014年にはやくみつるとの対談イベント『日本語力のある歌』に登壇。また、静岡県のまぼろし博覧会にて絵画の展示を行っている。
自身が店主として営業する酒場『月光密造舎』では、薬膳酒と少年裳、朗読の提供を行う。

## 逸話
- 大正ロマンを愛好し、しばしば旧字体を用いる。(一時期辞めようとつとめたが、不可能だった)
- 攻殻機動隊の草薙素子、夢幻紳士の夢幻魔実也、ヒカルの碁の塔矢アキラ、千と千尋の神隠しのニギハヤミコハクヌシなどの熱心な愛好家で、しばしば扮装する。
- 趣味は旅行[4]、水煙草。
- 銃の愛好家で、モデルガンのコレクターでもある。
- 第二次大戦のドイツ軍を中心とする軍服ファッション愛好家。
- 好きなサンリオキャラクターはシナモロール[5]。

## 舞台
| 上演日程    | 作品名                                                    | 主催                | 会場                                  |
| ----------- | --------------------------------------------------------- | ------------------- | ------------------------------------- |
| 2007年6月   | 舞台『夢屋』                                              | 虚飾集団廻天百眼    | 神楽坂die pratze                      |
| 2007年9月   | 舞台『御霊祭御祭騒』                                      | 虚飾集団廻天百眼    | シアターpoo                           |
| 2007年12月  | 舞台『赤闇少女ー私と私の人形劇ー』                        | 虚飾集団廻天百眼    | 神楽坂die pratze                      |
| 2008年7月   | 舞台『エロスグロテッサアッパーグラウンドオペレッタ』      | 虚飾集団廻天百眼    | タイニイアリス                        |
| 2009年2月   | 舞台『鬼姫』                                              | 虚飾集団廻天百眼    | タイニイアリス                        |
| 2009年7月   | 舞台『黒色サロス』                                        | 虚飾集団廻天百眼    | 井の頭公園                            |
| 2009年11月  | 舞台『御霊祭御祭騒』                                      | 虚飾集団廻天百眼    | シアターpoo                           |
| 2010年3月   | 舞台『死ぬ機械』                                          | 虚飾集団廻天百眼    | 大塚萬劇場                            |
| 2010年9月   | ライブ『アムワンマンライブ』（ダンサー出演）              | アム                | 大塚RED ZONE                          |
| 2010年11月  | 舞台『白夜月蝕の少女航海記』                              | 月蝕歌劇団          | 新宿風紋                              |
| 2010年12月  | 舞台『FOOLS PARADISE～愚者の楽園～』                      | SAI                 | 駒込ラグロット                        |
| 2010年12月  | 舞台『続・白夜月蝕の少女航海記』                          | 月蝕歌劇団          | 新宿風紋                              |
| 2011年3月   | 舞台『存ぜぬ快楽』                                        | 虚飾集団廻天百眼    | ザムザ阿佐谷                          |
| 2011年3月   | 舞台『怪盗ルパン 竹久夢二の双曲線』                       | 虚飾集団廻天百眼    | ザムザ阿佐谷                          |
| 2011年5月   | 舞台『白夜月蝕の少女航海紀パート3 回転木馬共和国の逆襲』  | 月蝕歌劇団          | 新宿風紋                              |
| 2011年9月   | 舞台『団鬼六・悦楽王―『花と蛇』の作家―』                  | 月蝕歌劇団          | ザムザ阿佐谷                          |
| 2011年9月   | ファッションショウ『バルーンの夢』（モデル出演）          | pays des fees       | 浅草橋パラボリカ・ビス                |
| 2011年10月  | 舞台『少女椿』                                            | 虚飾集団廻天百眼    | ザムザ阿佐谷                          |
| 2011年12月  | 舞台『英雄伝説 馬賊 矢吹丈』                              | 月蝕歌劇団          | 新宿風紋                              |
| 2012年4月   | 舞台『鬼姫』                                              | 虚飾集団廻天百眼    | ザムザ阿佐谷                          |
| 2012年9月   | 舞台『花と蛇-新版-』                                      | 月蝕歌劇団          | 座・高円寺2                           |
| 2012年11月  | 舞台『少女椿』                                            | 虚飾集団廻天百眼    | ザムザ阿佐谷                          |
| 2013年3月   | ファッションショウ『ウイルス』（モデル出演）              | pays des fees       | 初台 玉井病院                         |
| 2013年8月   | 舞台『奴婢訓』                                            | 虚飾集団廻天百眼    | ザムザ阿佐谷                          |
| 2014年2月   | 舞台『冥婚ゲシュタルト』                                  | 虚飾集団廻天百眼    | ザムザ阿佐谷                          |
| 2014年6月   | 舞台『臘月記』                                            | 虚飾集団廻天百眼    | ザムザ阿佐谷                          |
| 2015年10月  | 舞台『屍のパレード』                                      | 虚飾集団廻天百眼    | ザムザ阿佐谷                          |
| 2016年6月   | 舞台『冥婚ゲシュタルト2016』                              | 虚飾集団廻天百眼    | ザムザ阿佐谷                          |
| 2016年11月  | ライブ『未来のアーク』                                    | 虚飾集団廻天百眼    | 渋谷 チェルシーホテル                 |
| 2017年2月   | 舞台『悦楽乱歩遊戯』                                      | 虚飾集団廻天百眼    | ザムザ阿佐谷                          |
| 2017年5月   | Kαin AKASAKA BLITZ 2DAYS GIGS「THE LIVE Kaleidoscope 2017 | Kαin                | 赤坂BLITZ                             |
| 2018年2月   | 舞台『殺しの神戯』                                        | 虚飾集団廻天百眼    | ザムザ阿佐谷                          |
| 2018年6月   | 舞台『Paranoia Papers 偏執狂短編集IV』                    | Voyantroupe         | サンモールスタジオ                    |
| 2018年8月   | ライブ『殺しの神楽』                                      | 虚飾集団廻天百眼    | 下北沢SHELTER                         |
| 2018年10月  | ライブ『メンヘラの集い2018』                              | R指定               | TSUTAYA O-EAST                        |
| 2019年2月   | 舞台『闇を蒔く 屍と書物と悪辣異端審問官』                 | 虚飾集団廻天百眼    | ザムザ阿佐谷                          |
| 2019年11月  | 舞台『新撰組in1944ーナチス少年合唱団ー』                  | 月蝕歌劇団          | ザムザ阿佐谷                          |
| 2020年1月   | 舞台『不思議の国のアリス・オブザデッド』                  | 虚飾集団廻天百眼    | ザムザ阿佐谷                          |
| 2020年11月  | 舞台『冥婚ゲシュタルト2020』                              | 虚飾集団廻天百眼    | ザムザ阿佐谷                          |
| 2021年6月   | 舞台『ベンガルの虎』                                      | 新宿梁山泊          | 花園神社・紫テント                    |
| 2021年12月  | 舞台『少女仮面』                                          | 新宿梁山泊          | 芝居砦・満天星                        |
| 2022年2月   | 舞台『不思議の国のアリス-五場と二つの幕間小景-』          | スズキ拓朗,流山児祥 | ザ・スズナリ                          |
| 2022年6月   | 舞台『下谷万年町物語』                                    | 新宿梁山泊          | 花園神社・紫テント                    |
| 2022年10月  | 舞台『参の節句』                                          | 伊勢参              | 吉祥寺スターパインズカフェ            |
| 2022年11月  | 舞台『万物教会』                                          | 虚飾集団廻天百眼    | ザムザ阿佐ヶ谷                        |
| 2023年6-8月 | 舞台『少女都市からの呼び声』                              | 新宿梁山泊          | 花園神社・紫テント、THEATER MILANO-Za |
| 2024年10月  | 舞台『ジャガーの眼』                                      | 新宿梁山泊          | 赤坂サカス広場・特設紫テント          |
| 2025年3月   | 舞台『新雪之丞変化』                                      | Project Nyx         | ザ・スズナリ                          |
| 2025年5月   | 舞台『愛の乞食』『アリババ』                              | 新宿梁山泊          | 花園神社・紫テント                    |

## 映像
- 『幻想第四次の記憶』
- 『雑踏の静寂』
- 『籠の鳥』(2018年)[9]
- 『虎影』（ツボ女役）西村喜廣監督

## 歌曲
- 「7人の歌姫 朝倉薫を歌う」

### 廻天百眼
ミュージカル色の強い百眼で出演時は大半の歌曲で歌唱する。

## モデル
- 『二十歳の毬子』 石井飛鳥・作
- 『蛹化遊戯』 石井飛鳥・作
- 『図録 少年標本』 口枷屋モイラ・作
- 【MOIRA DESIGN】学ランスク水  口枷屋モイラ・作
- 『TH No.73「変身夢譚〜異分子になることの願望と恐怖」』 アトリエサード 堀江ケニー・作
- 『TH No.86「不死者たちの憂鬱」』 アトリエサード 堀江ケニー・作